# Kim Fowley
Pour les articles homonymes, voir Fowley.
Kim Fowley est un auteur-compositeur-interprète, producteur et impresario américain, né le 21 juillet 1939 à Los Angeles (Californie) et mort le 15 janvier 2015 à West Hollywood.
Il produit ses premiers disques au début des années 1960 et continue de travailler avec une multitude d'artistes américains et britanniques durant la décennie. Fowley est surtout connu en tant qu'agent et producteur du groupe féminin The Runaways, fondé en 1975. Au cours de sa carrière, il écrit ou coécrit des chansons pour de nombreux artistes, dont les Runaways et les Byrds, et enregistre également plusieurs albums en solo.

## Biographie

### Jeunesse
Kim Fowley naît à Los Angeles en 1939. Ses deux parents, Shelby Payne et Douglas Fowley, sont acteurs. Après leur divorce, l'enfant est placé en famille d'accueil,. Il est scolarisé à University High School, une école secondaire de West Los Angeles, où il côtoie notamment Jan Berry et Dean Torrence. Il devient le manager des Sleepwalkers, un groupe local constitué autour de Sandy Nelson et Phil Spector. À la fin des années 1950, il débute dans l'industrie musicale en travaillant pour l'animateur de radio Alan Freed, ainsi que pour le producteur Berry Gordy,.

### Carrière de producteur

#### Années 1960
Kim Fowley produit son premier single en 1959 pour The Renegades. Il connaît son premier succès avec la chanson Cherry Pie de Skip & Flip, duo constitué de Gary S. Paxton (en) et Skip Battin, qui se classe dans le Top 20. En 1960, Fowley et Paxton créent The Hollywood Argyles (en) et produisent pour le groupe une reprise de Alley Oop (en), un titre composé par le musicien country Dallas Frazier (en). Le morceau atteint la 1re place du Billboard Hot 100,. Fowley travaille avec des groupes de doo-wop comme les Paradons (en) et les Rivingtons. Il produit les instrumentaux Like, Long Hair de Paul Revere & The Raiders, enregistré en 1961,, et Nut Rocker de B. Bumble and the Stingers, qui se classe no 1 du UK Singles Chart en 1962,. Le producteur rencontre de nouveau le succès avec Popsicles and Icicles, interprété par le trio féminin The Murmaids (en), qui en janvier 1964 atteint la 3e place du Hot 100 et la 1re du classement établi par le magazine Record World,.
Fowley séjourne à plusieurs reprises au Royaume-Uni durant les années 1960. En 1964, il est l'attaché de presse de P. J. Proby, un chanteur américain installé à Londres,. Il produit le titre You Better Run pour The 'N Betweens, qui se rendront ensuite célèbres sous le nom de Slade. Il signe les paroles de Portobello Road, qui figure en face-b du premier single de Cat Stevens, ainsi que sur l'album Matthew and Son. Pour Soft Machine, Fowley produit le titre Feelin', Reelin' Squeelin' qui sort en face-b du simple Love Makes Sweet Music. Il produit également Daydreaming of You de The Hellions, un groupe dans lequel jouent notamment deux futurs membres de Traffic, et le titre Emerald City pour The Seekers.
Au cours des années 1960, Fowley travaille également avec des artistes comme Warren Zevon, The Seeds, ou encore Gene Vincent, dont il produit l'album I'm Back and I'm Proud, sorti en 1969,.

#### Années 1970
À Los Angeles, Fowley devient une figure du Sunset Strip. Il fréquente les clubs afin de dénicher de nouveaux talents. Au début des années 1970, il produit des démos pour The Modern Lovers. Les chansons figurent sur l'album The Original Modern Lovers (en), édité en 1981 par son label Mohawk Records. Il produit les titres enregistrés par Flash Cadillac and the Continental Kids pour la bande originale du film American Graffiti, réalisé par George Lucas et sorti en 1973,.
En 1975, Fowley met en relation la guitariste Joan Jett et la batteuse Sandy West. Il aide les adolescentes à constituer leur groupe The Runaways, dont il devient le manager. Il produit leurs deux premiers albums, The Runaways et Queens of Noise. En 1976, le titre Cherry Bomb, coécrit par Jett et Fowley, se classe no 1 au Japon,. Il est critiqué pour ses méthodes de management jugées manipulatrices par la chanteuse Cherie Currie,. Cette dernière rédige une autobiographie, Neon Angel: A Memoir of a Runaway. L'ouvrage est adapté par Floria Sigismondi, qui réalise en 2010 le film Les Runaways, dans lequel l'acteur Michael Shannon incarne le producteur.

### Collaborations
Kim Fowley et Skip Battin cosignent plusieurs chansons des Byrds, dont America's Great National Pastime sur l'album Farther Along,. Leur partenariat se poursuit sur Skip, le premier album solo de Battin, édité en 1973. Au cours de sa carrière, Fowley compose pour d'autres artistes, dont Kiss et Alice Cooper. En 2013, il coécrit Arrogant American Pig avec le duo français d'électro-rock Bot'Ox, composé de Cosmo Vitelli et Julien Briffaz. Il signe cinq des titres de l'album Pom Pom d'Ariel Pink, sorti en 2014.

### Carrière solo
Kim Fowley enregistre de nombreux albums sous son propre nom. Durant sa carrière, il utilise également des pseudonymes, comme Jimmy Jukebox et King Lizard. Son premier album, Love Is Alive and Well, sort en 1967 et est influencé par le mouvement hippie. Bubblegum, extrait de l'album Outrageous édité en 1968 par Imperial Records, est repris par Sonic Youth en 1986. Il est inclus en bonus sur l'édition CD de leur album Evol. Au cours des années 1970, plusieurs de ses disques, dont International Heroes et Sunset Boulevard, sont bien reçus par la critique.
En 2012, Fowley effectue une tournée européenne et se produit notamment au festival Sonic Protest.

### Autres activités
À Los Angeles, durant le Summer of Love, Kim Fowley contribue à l'organisation de grandes réunions appelées love-in. En 1969, il suggère aux organisateurs du Toronto Rock and Roll Revival Festival, qui peinent à vendre les billets de la manifestation, d'inviter John Lennon et Yoko Ono afin d'attirer le public. Le producteur sert de maître de cérémonie durant le festival.
Au cours des années 2000, Fowley réalise des films expérimentaux, dont Golden Road to Nowhere, auquel le jury du Melbourne Underground Film Festival remet un prix spécial en 2012,. Il enregistre des émissions pour Underground Garage. La station, dont le guitariste Steven Van Zandt est directeur des programmes, est diffusée par l'opérateur de radio par satellite Sirius Satellite Radio.
Lord of Garbage, le premier tome de son autobiographie, paraît en 2012. Le producteur annonce que l'ouvrage comptera trois tomes, et que les deux autres sont déjà rédigés. Le tome 1 est consacré aux trente premières années de sa vie,. Le 2d, Planet Pain, couvre la période comprise entre 1970 et 1994.

### Vie privée et famille
Douglas Fowley, le père de Kim, est un acteur surtout connu pour avoir interprété Roscoe Dexter dans Chantons sous la pluie et Doc Holliday dans la série télévisée The Life and Legend of Wyatt Earp (en). Shelby Payne, la mère du producteur, est mannequin. Elle tient quelques petits rôles au cinéma, notamment dans Le Grand Sommeil,.
Durant sa jeunesse, Kim Fowley souffre de poliomyélite. Au cours des années 2010, il connaît de nouveau des problèmes de santé. Il est opéré afin de traiter un cancer de la vessie. En 2014, le producteur est hospitalisé à Los Angeles. Il épouse Kara Wright, employée par l'éditeur musical Peermusic, en septembre de la même année. Son épouse et Cherie Currie, l'ancienne chanteuse des Runaways, décident de l'hospitaliser au domicile de cette dernière, puis dans une maison de West Hollywood où il meurt le 15 janvier 2015.

## Discographie

### Singles
- Astrology/Other side - (1963) Invicta 9002
- American Dream / The Statue (1965) Mira 209
- The Trip / Big Sur (1965) Corby 206
- Mr. Responsibility / My Foolish Heart (1965) Living Legend 721
- Underground Lady / Pop Art '66 (1966) Living Legend 725
- Lights" / Something New and Different (1966) Loma 2064
- Love is Alive and Well / Reincarnation  (1967)  Tower
- Gypsy canyon / Music is the magic (1967)  Creative Family 101
- Don't Be Cruel / Strangers from the Sky  (1967) Reprise
- Fluffy Turkeys / Young America-Saturday Night"  (1967)  Original Sound 81
- Born to Be Wild / Space Odyssey (1968) Imperial 66326
- Bubblegum / Wildfire (1969) Imperial 66349
- Big Bad Cadillac / Man Without A Country  (1970)
- Thunder road / Born to make you cry  (1970) Original Sound 91
- I'm bad / Forbidden love  (1972) Capitol 3403
- International heroes / ESP reader  (1973) Capitol 3534
- Born dancer / Something new  (1973) Capitol 3662
- Control / The Top (1977) Mercury

### Albums
- Love Is Alive and Well (1967) Tower Records
- Born to Be Wild (1968) Imperial Records
- Good Clean Fun (1968) Imperial Records
- Outrageous (1968) Imperial Records / Ascension Records : 2000
- The Day the Earth Stood Still (1970) Music Network
- I'm Bad (1972) Capitol Records / Secret Records : 1986
- International Heroes (1973) Capitol Records
- Automatic (1974) Capitol Records
- Animal God of the Streets (1975) Skydog
- Living in the Streets (1977) Sonet / Microbe : 2004
- Sunset Boulevard (1978) Visa Records
- Snake Document Masquerade (1979) Mango Records
- Son of Frankenstein (1981) Moxie Records
  - réédité depuis sous le nom Bad News from the Underworld (1985) Lolita Records / Marilyn Records : 1995
- Frankenstein & The All-Star Monster Band (1984) Sonet Records
- Hotel Insomnia (1992) Marilyn Records
- White Negros In Deutschland (1994) Marilyn Records
- Let the Madness In (1995) Receiver Records
- Kings of Saturday Night (1995) Sector 2 Records (avec Ben Vaughn)
- Worm Culture (1996) Alive Records
- Hidden Agenda At The 13th Note (1997) Receiver Records (avec le groupe BMX Bandits (en))
- Michigan Babylon (1998) Detroit Electric
- The Trip of a Lifetime (1998) Resurgence
- Sex, Cars & God (1999) Koch Records
- Fantasy World (2003) Houston Party Records / Darla
- Strange Plantations (2004) Four Cats
- Adventures in Dreamland (2004) Weed Records
- 666 (2012)
- Now (2012)
- Burning Bones : Grease (2012)

### Compilations
- Outlaw Superman (1971) Bacchus Archives
- Visions of the Future (1978) Capitol Records
- Vampires from Outer Space (1979) Bomp Records
- Kim Fowley's Hollywood Confidential (1980) GNP Crescendo
- Good Clean Fun / Outrageous (1995) Creation / Rev-Ola
- Mondo Hollywood: Kim Fowley's Phantom Jukebox, Vol. 1 (1995) Creation Records
- Underground Animal (1999) Bacchus Archives
- Impossible But True : The Kim Fowley Story (2003) Ace Records
- One Man's Garbage : Lost Treasures from the Vaults (1959-69) : Volume One (2009) Norton Records
- Another Man's Gold : Lost Treasures from the Vaults (1959-69) : Volume Two (2009) Norton Records
- RocknRolla Soundtrack (2008) Universal Records
- Wildfire - The Complete Imperial Recordings 1968–69 (2013) 1-2-3-4-Go!

## Collaborations
Quelques-unes des innombrables collaborations de Kim Fowley en tant que producteur ou auteur :

### Singles
- 1959 : The Renegades : "Charge" / "Geronimo"
- 1959 : Skip & Flip : "It Was I" / "Cherry Pie"
- 1960 : The Hollywood Argyles : "Alley Oop" / "You Been Torturing Me"
- 1960 : Sandy Nelson : "Drum Party" / "Big Noise From Winnetka"
- 1960 : The Paradons : "Diamonds & Pearls"
- 1960 : The Innocents : "Gee Whiz" / "Honest I Do"
- 1960 : Kathy Young & the Innocents : "A Thousand Star"
- 1960 : The Pharaohs : "Heads Up, High Hopes Over You"
- 1961 : Paul Revere & The Raiders : "Like, Long Hair" / "Sharon"
- 1961 : Aston Martin & The Moon Discs : "Fall out" / "Moon Beat"
- 1961 : The Gamblers : "Teen Machine" / "Moon Dog" / "LSD19"
- 1962 : The Rivingtons :Papa-Oom-Mow-Mow / "Waiting"
- 1962 : B. Bumble and the Stingers : "Nut Rocker"
- 1962 : Little Victor & The Vistas : "No More"
- 1963 : The Murmaids : "Popsicles and Icicles"
- 1963 : The Snow Men : "Ski Storm"
- 1963 : The Alpines : "Shush-Boomer" / "Skier's Melody"
- 1963 : The Crescents : "Pink Dominos"
- 1964 : The Rangers : "Justine" / "Reputation"
- 1964 : The Lancasters : "Earthshaker" / "Satan's Holiday"
- 1964 : The Hellions : "Daydreaming of You"
- 1966 : Cat Stevens : "Portobello Road"
- 1966 : The Bush : "To Die Alone"
- 1966 : N'Betweens : "You Better Run" / "Security"
- 1966 : Freaks of Nature : "People! Let's Freak Out"
- 1966 : The Belfast Gypsies : "Gloria's Dream"
- 1966 : Spider : "The Comedown Song"
- 1967 : Soft Machine : "Love Makes Sweet Music" / "Feelin' Reelin' Squeelin'"
- 1967 : Cathy Rich : "Wild Thing"
- 1967 : Elf Stone : "Louisiana Teardrops"
- 1967 : Rose Garden : "Flower Town"
- 1968 : The Seeds : "Falling Off the Edge of My Mind" / "Wild Blood"
- 1972 : Skip Battin :"Citizen Kane" (pour le film Ciao! Manhattan)
- 1972 : Sir Douglas Quintet : "Michoacan" (pour le film Cisco Pike)
- 1973 : Flash Cadillac & the Continental Kids : "At the Hop" / "Louie Louie" / "She's So Fine" (pour le film American Graffiti)
- 1974 : The Hollywood Stars : "All the Kids on the Street"
- 1975 : Blue Cheer : "America Nights" / "Fighting Star"
- 1975 : Alice Cooper : "Escape" (album Welcome to My Nightmare)
- 1976 : Kiss : "King of the Night Time World"
- 1979 : Kris Kristofferson : "Michoacan" (album Shake Hands with the Devil)

### Albums
- 1966 : The Mothers of Invention : Freak Out!
- 1968 : Johnny Winter : The Progressive Blues Experiment
- 1969 : Gene Vincent : I'm Back and I'm Proud
- 1969 : Warren Zevon : Wanted Dead or Alive
- 1969 : Plastic Ono Band : Live Peace in Toronto 1969
- 1970 : The Byrds : (Untitled)
- 1970 : Wigman : Tombstone Valentine
- 1971 : The Byrds : Byrdmaniax
- 1971 : The Byrds : Farther Along
- 1971 : Leo Kottke : Mudlark
- 1972 : Skip Battin : Skip
- 1973 : Flash Cadillac & the Continental Kids : American Graffiti soundtrack
- 1975 : Alice Cooper : Welcome to my nightmare
- 1976 : The Runaways : The Runaways
- 1976 : Kiss : Destroyer
- 1976 : The Modern Lovers : The Modern Lovers
- 1977 : The Runaways : Queens of Noise
- 1977 : The Runaways : Waitin' for the Night
- 1977 : Kiss : Alive II
- 1977 : Helen Reddy : Ear Candy
- 1977 : Vicky Leandros : Vicky Leandros
- 1977 : Dyan Diamond : In the Dark
- 1977 : The Germs : Live At The Whisky
- 1978 : Leon Russell : Americana
- 1978 : Kiss : Double platinum
- 1980 : The Orchids : The Orchids

## Autobiographie
- (en) Lord of Garbage, Kicks Books, 2012, 150 p. (ISBN 978-0-9659777-6-0)